# Gunung Batu Kundul
Gunung Batu Kundul är ett berg i Indonesien.   Det ligger i provinsen Aceh, i den västra delen av landet, 1 600 km nordväst om huvudstaden Jakarta. Toppen på Gunung Batu Kundul är 1 132 meter över havet, eller 61 meter över den omgivande terrängen. Bredden vid basen är 2,2 km.
Terrängen runt Gunung Batu Kundul är kuperad åt nordväst, men åt sydost är den bergig.Runt Gunung Batu Kundul är det mycket glesbefolkat, med 3 invånare per kvadratkilometer. I omgivningarna runt Gunung Batu Kundul växer i huvudsak städsegrön lövskog.